# ويليام مورغان (لاعب كريكت)
ويليام مورغان (26 نوفمبر 1864 بليفربول في المملكة المتحدة - 3 أبريل 1934 في المملكة المتحدة) (بالإنجليزية: William Morgan)‏ هو لاعب كريكت بريطاني (وحمل سابقاً جنسية المملكة المتحدة لبريطانيا العظمى وأيرلندا).

## وصلات خارجية
- ويليام مورغان على موقع إي آس بي آن كريك إنفو (الإنجليزية)